# Aongstroemia clathrata
Aongstroemia clathrata là một loài rêu trong họ Dicranaceae. Loài này được Hook. f. & Wilson Müll. Hal. mô tả khoa học đầu tiên năm 1851.